# Coupe d'Europe des nations d'athlétisme 2007
Navigation
CE des nations 2006 CE des nations 2008
La 28e Coupe d'Europe des nations d'athlétisme s'est déroulée les 23 et 24 juin 2007 au Stade olympique de Munich en Allemagne.
L'équipe allemande masculine, bien qu'ayant terminé à une place éliminatoire lors de la précédente édition y participe en tant que nation hôte et finit par remporter la Coupe. 
La France semble, dans un premier temps, remporter l'épreuve masculine pour la seconde année consécutive, avant la disqualification de son lanceur de marteau, qui intervient bien après le déroulement de la compétition. Initialement ex æquo avec l'Allemagne en termes de points et de victoires dans les différentes épreuves, elle ne s'était imposée que grâce au nombre de secondes places obtenues (six contre quatre).
Le 23 avril 2008, la nouvelle du contrôle positif du lanceur de marteau Nicolas Figère est rendue publique. Le contrôle, effectué lors de la compétition, a révélé un taux de cathine supérieur à la limite autorisée.
Le porte-parole de l'Association européenne d'athlétisme déclare alors que les points obtenus par celui-ci lors de cette compétition sont retirés. La perte des quatre points de sa cinquième place prive ainsi la France de sa première place au profit de l'Allemagne, la France rétrogradant à la deuxième place.
La Russie s'impose pour la 11e fois consécutive chez les femmes.
L'Ukraine et la Belgique chez les hommes, la Grèce et l'Espagne chez les dames, descendent en First League en 2008.

## Résultats de la Super League
| Place | Pays        | Points |
| ----- | ----------- | ------ |
| 1     | Allemagne   | 116    |
| 2     | France      | 112    |
| 3     | Pologne     | 110    |
| 4     | Royaume-Uni | 102    |
| 5     | Russie      | 93     |
| 6     | Grèce       | 70     |
| 7     | Ukraine     | 59,5   |
| 8     | Belgique    | 54,5   |

| Place | Pays        | Points |
| ----- | ----------- | ------ |
| 1     | Russie      | 127    |
| 2     | France      | 107    |
| 3     | Allemagne   | 94,5   |
| 4     | Pologne     | 89     |
| 5     | Ukraine     | 81     |
| 6     | Biélorussie | 80     |
| 7     | Grèce       | 75     |
| 8     | Espagne     | 64,5   |

## Synthèse des résultats

### Hommes
|                   | France | Allemagne | Pologne | Royaume-Uni | Russie | Grèce | Ukraine | Belgique |
| ----------------- | ------ | --------- | ------- | ----------- | ------ | ----- | ------- | -------- |
| Lancer du marteau | 0      | 7         | 8       | 3           | 5      | 6     | 4       | 2        |
| 400 m haies       | 6      | 4         | 7       | 3           | 5      | 8     | 0       | 2        |
| Saut en hauteur   | 5      | 8         | 6       | 1           | 7      | 4     | 2,5     | 2,5      |
| 100 m             | 7      | 6         | 4       | 8           | 2      | 3     | 5       | 1        |
| 1 500 m           | 8      | 6         | 5       | 7           | 3      | 2     | 4       | 1        |
| 400 m             | 8      | 6         | 4       | 7           | 5      | 2     | 1       | 3        |
| Lancer du poids   | 5      | 8         | 6       | 7           | 4      | 2     | 1       | 3        |
| Saut en longueur  | 4      | 6         | 7       | 2           | 3      | 8     | 5       | 1        |
| 5 000 m           | 5      | 7         | 3       | 2           | 6      | 1     | 4       | 8        |
| 4 × 100 m         | 7      | 6         | 5       | 8           | 3      | 4     | 2       | 1        |
| Premier jour      | 55     | 64        | 55      | 48          | 43     | 39    | 28,5    | 25,5     |
| Triple saut       | 3      | 2         | 4       | 7           | 8      | 5     | 6       | 1        |
| 110 m haies       | 8      | 6         | 2       | 7           | 5      | 4     | 1       | 3        |
| 800 m             | 2      | 6         | 8       | 7           | 5      | 1     | 3       | 4        |
| Lancer du disque  | 5      | 7         | 8       | 2           | 6      | 3     | 4       | 1        |
| 3 000 m steeple   | 7      | 8         | 3       | 6           | 5      | 1     | 2       | 4        |
| Saut à la perche  | 7      | 8         | 5       | 3           | 0      | 2     | 6       | 4        |
| 200 m             | 7      | 3         | 5       | 8           | 2      | 6     | 1       | 4        |
| Lancer du javelot | 7      | 4         | 6       | 3           | 8      | 1     | 5       | 2        |
| 3 000 m           | 8      | 1         | 6       | 5           | 7      | 3     | 2       | 4        |
| 4 × 400 m         | 3      | 7         | 8       | 6           | 4      | 5     | 1       | 2        |
| Second jour       | 57     | 52        | 55      | 54          | 50     | 31    | 31      | 29       |
| Total             | 112    | 116       | 110     | 102         | 93     | 70    | 59,5    | 54,5     |

Les épreuves sont inscrites par ordre chronologique.

### Femmes
|                   | Russie | France | Allemagne | Pologne | Ukraine | Biélorussie | Grèce | Espagne |
| ----------------- | ------ | ------ | --------- | ------- | ------- | ----------- | ----- | ------- |
| 400 m haies       | 8      | 5      | 6         | 7       | -       | 2           | 4     | 3       |
| 100 m             | 8      | 5      | 7         | 2       | 4       | 6           | 3     | 1       |
| Triple saut       | 6      | 8      | 3         | 2       | 5       | 1           | 7     | 4       |
| 800 m             | 6      | 4      | 3         | 2       | 7       | 8           | 1     | 5       |
| Lancer du disque  | 7      | 3      | 8         | 4       | 5       | 6           | 2     | 1       |
| Saut à la perche  | 2      | 6      | 3,5       | 8       | 7       | 1           | 5     | 3,5     |
| 3 000 m           | 8      | 5      | 3         | 7       | 4       | 1           | 2     | 6       |
| 400 m             | 7      | 3      | 5         | 4       | 2       | 6           | 8     | 1       |
| Lancer du javelot | 7      | 1      | 8         | 6       | 4       | 2           | 3     | 5       |
| 3 000 m steeple   | 4      | 7      | 1         | 8       | 5       | 2           | 6     | 3       |
| 4 × 100 m         | 8      | 7      | 6         | 3       | 4       | 5           | 2     | 1       |
| Premier jour      | 71     | 54     | 53,5      | 53      | 47      | 40          | 43    | 33,5    |
| Lancer du marteau | 8      | 5      | 7         | 3       | 1       | 6           | 4     | 2       |
| Lancer du poids   | 8      | 4      | 7         | 5       | 1       | 6           | 2     | 3       |
| 1 500 m           | 7      | 6      | 4         | 8       | 3       | 2           | 1     | 5       |
| 100 m haies       | 6      | 7      | 5         | 2       | 8       | 3           | 4     | 1       |
| 200 m             | 7      | 8      | 2         | 3       | 6       | 4           | 5     | 1       |
| Saut en hauteur   | 8      | 6      | 4         | 2       | 4       | 1           | 4     | 7       |
| 5 000 m           | 5      | 3      | 7         | 1       | 2       | 8           | 6     | 4       |
| Saut en longueur  | 7      | 8      | 1         | 5       | 4       | 2           | 3     | 6       |
| 4 × 400 m         | -      | 6      | 4         | 7       | 5       | 8           | 3     | 2       |
| Deuxième jour     | 56     | 53     | 41        | 36      | 34      | 40          | 32    | 31      |
| Total             | 127    | 107    | 94,5      | 89      | 81      | 80          | 75    | 64,5    |

Les épreuves sont inscrites par ordre chronologique.

## Résultats par épreuve

### Hommes
| 100 m (vent : 0,2 m/s) | Craig Pickering 10 s 15                                                                      | Martial Mbandjock 10 s 29                                                     | Christian Blum 10 s 35                                                              |
| 200 m (vent : 1,0 m/s) | Marlon Devonish 20 s 33 (SB)                                                                 | David Alerte 20 s 34                                                          | Anastásios Goúsis 20 s 43                                                           |
| 400 m | Leslie Djhone 45 s 54                                                                        | Tim Benjamin 45 s 67                                                          | Bastian Swillims 45 s 95                                                            |
| 800 m | Paweł Czapiewski 1 min 49 s 00                                                               | Michael Rimmer 1 min 49 s 06                                                  | Robin Schembera 1 min 49 s 06                                                       |
| 1 500 m | Mehdi Baala 3 min 47 s 36                                                                    | Andy Baddeley 3 min 48 s 08                                                   | Franek Haschke 3 min 48 s 54                                                        |
| 3 000 m | Bouabdellah Tahri 7 min 51 s 32 (SB)                                                         | Sergey Ivanov 8 min 2 s 47 (SB)                                               | Bartosz Nowicki 8 min 2 s 47                                                        |
| 5 000 m | Monder Rizki 14 min 15 s 46                                                                  | Arne Gabius 14 min 16 s 09                                                    | Aleksandr Orlov 14 min 16 s 57                                                      |
| 3 000 m steeple | Filmon Ghirmai 8 min 38 s 78                                                                 | Mahiedine Mekhissi-Benabbad 8 min 39 s 34                                     | Andrew Lemoncello 8 min 39 s 94                                                     |
| 110 m haies | Ladji Doucouré 13 s 35                                                                       | Andy Turner 13 s 48                                                           | Thomas Blaschek 13 s 51                                                             |
| 400 m haies | Periklís Iakovákis 48 s 35 (SB)                                                              | Marek Plawgo 48 s 90                                                          | Naman Keïta 48 s 90 (SB)                                                            |
| 4 × 100 m | Royaume-Uni Tyrone Edgar Craig Pickering Marlon Devonish Mark Lewis-Francis 38 s 30          | France Aimé-Issa Nthépé David Alerte Eddy De Lépine Martial Mbandjock 38 s 40 | Allemagne Christian Blum Till Helmke Alexander Kosenkow Julian Reus 38 s 56         |
| 4 × 400 m | Pologne Kacper Kozłowski Marcin Marciniszyn Piotr Rysiukiewicz Daniel Dąbrowski 3 min 1 s 70 | Allemagne Ingo Schultz Kamghe Gaba Matthias Bos Bastian Swillims 3 min 1 s 77 | Royaume-Uni Andrew Steele Richard Strachan Martyn Rooney Daniel Caines 3 min 1 s 92 |
| Saut en hauteur | Eike Onnen 2,30 m                                                                            | Andrey Tereshin 2,30 m                                                        | Aleksander Waleriańczyk 2,24 m                                                      |
| Saut à la perche | Tim Lobinger 5,70 m                                                                          | Romain Mesnil 5,65 m                                                          | Denys Yurchenko 5,60 m                                                              |
| Saut en longueur | Loúis Tsátoumas 8,16 m                                                                       | Marcin Starzak 7,82 m                                                         | Nils Winter 7,70 m                                                                  |
| Triple saut | Aleksandr Petrenko 17,29 m (SB)                                                              | Phillips Idowu 17,21 m                                                        | Mykola Savolaynen 17,09 m                                                           |
| Lancer du poids | Peter Sack 20,28 m                                                                           | Carl Myerscough 19,96 m (SB)                                                  | Tomasz Majewski 19,93 m                                                             |
| Lancer du disque | Piotr Małachowski 66,09 m                                                                    | Robert Harting 63,90 m                                                        | Aleksandr Borichevskiy 60,79 m                                                      |
| Lancer du marteau | Szymon Ziółkowski 77,99 m                                                                    | Markus Esser 74,68 m                                                          | Aléxandros Papadimitríou 73,83 m                                                    |
| Lancer du javelot | Aleksandr Ivanov 82,57 m                                                                     | Vitolio Tipotio 79,69 m                                                       | Igor Janik 78,70 m                                                                  |
| Records et Performances - AR : Record continental (area record) - CR : Record des championnats (championship record) - MR : Record du meeting (meet record) - NR : Record national (national record) - OR : Record olympique (olympic record) - PR : Record paralympique (paralympic record) - PB : Record personnel (personal best) - SB : Meilleure performance personnelle de la saison (season's best) - WL : Meilleure performance mondiale de l'année (world leader) - WJR : Record du monde junior (world junior record) - WR : Record du monde (world record) Circonstances et Conditions - DNF : N'a pas terminé (did not finish) - DNS : N'a pas pris le départ (did not start) - DQ : Disqualification (disqualification) - NM : Aucun essai valable enregistré (No Mark) - Q : Qualifié « directement » au prochain tour (ou à la prochaine compétition), lors d'une compétition majeure, grâce au classement ou à la réalisation des minima (automatic qualifier) - q : Qualifié au prochain tour (ou à la prochaine compétition), lors d'une compétition majeure, grâce au repêchage ou à la réalisation de l'une des meilleures performances parmi celles des « non qualifiés directement » (grâce au meilleur temps ou à la meilleure distance par exemple) (secondary qualifier) |                                                                                              |                                                                               |                                                                                     |

### Femmes
| 100 m (vent : 1,1 m/s) | Yevgeniya Polyakova 11 s 20                                                                        | Verena Sailer 11 s 35                                                                                    | Natallia Safronnikava 11 s 36 (SB)                                                                       |
| 200 m (vent : 1,8 m/s) | Muriel Hurtis 22 s 83                                                                              | Natalya Rusakova 22 s 92                                                                                 | Iryna Shtanhyeyeva 23 s 12                                                                               |
| 400 m | Faní Halkiá 51 s 85 (SB)                                                                           | Zhanna Kashcheyeva 51 s 87                                                                               | Yulianna Yuschanka 52 s 09                                                                               |
| 800 m | Sviatlana Usovich 2 min 0 s 71                                                                     | Yuliya Krevsun 2 min 1 s 12                                                                              | Oksana Zbrozhek 2 min 1 s 14                                                                             |
| 1 500 m | Sylwia Ejdys 4 min 17 s 05                                                                         | Maria Martins 4 min 17 s 23                                                                              | Iris María Fuentes-Pila 4 min 17 s 75                                                                    |
| 3 000 m | Gulnara Galkina 8 min 47 s 92 (SB)                                                                 | Lidia Chojecka 8 min 54 s 72                                                                             | Dolores Checa 8 min 58 s 35                                                                              |
| 5 000 m | Volha Krautsova 15 min 20 s 35                                                                     | Sabrina Mockenhaupt 15 min 23 s 96                                                                       | Kalliópi Astropekáki 15 min 46 s 22 (PB)                                                                 |
| 3 000 m steeple | Katarzyna Kowalska 9 min 45 s 35                                                                   | Sophie Duarte 9 min 50 s 02                                                                              | Iríni Kokkinaríou 9 min 53 s 83                                                                          |
| 100 m haies | Yevheniya Snihur 12 s 92                                                                           | Adrianna Lamalle 12 s 94                                                                                 | Aleksandra Antonova 12 s 97                                                                              |
| 400 m haies | Yuliya Pechonkina 54 s 04                                                                          | Anna Jesień 54 s 88                                                                                      | Ulrike Urbansky 55 s 74                                                                                  |
| 4 × 100 m | Russie Yuliya Gushchina Natalya Rusakova Irina Khabarova Yevgeniya Polyakova 42 s 78               | France Carima Louami Muriel Hurtis Nelly Banco Christine Arron 43 s 09                                   | Allemagne Katja Tengel Sina Schielke Cathleen Tschirch Verena Sailer 43 s 33                             |
| 4 × 400 m | Biélorussie Yulianna Yuschanka Iryna Khliustava Sviatlana Usovich Ilona Usovich 3 min 23 s 67 (NR) | Pologne Zuzanna Radecka-Pakaszewska Monika Bejnar Jolanta Kajtoch Grażyna Prokopek-Janáček 3 min 26 s 36 | France Phara Anacharsis Marie-Angélique Lacordelle Virginie Michanol Solen Désert-Mariller 3 min 28 s 62 |
| Saut en hauteur | Yelena Slesarenko 2,02 m (SB)                                                                      | Ruth Beitia 1,98 m                                                                                       | Mélanie Melfort 1,95 m                                                                                   |
| Saut à la perche | Monika Pyrek 4,65 m                                                                                | Nataliya Mazuryk 4,38 m                                                                                  | Vanessa Boslak 4,38 m                                                                                    |
| Saut en longueur | Eunice Barber 6,73 m (SB)                                                                          | Concepción Montaner 6,72 m                                                                               | Małgorzata Trybańska 6,65 m                                                                              |
| Triple saut | Teresa Nzola Meso Ba 14,69 m (NR)                                                                  | Chrysopiyí Devetzí 14,58 m                                                                               | Victoria Valyukevich 14,46 m (SB)                                                                        |
| Lancer du poids | Anna Omarova 19,69 m (PB)                                                                          | Petra Lammert 19,47 m                                                                                    | Nadzeya Ostapchuk 18,52 m                                                                                |
| Lancer du disque | Franka Dietzsch 63,60 m                                                                            | Iryna Yatchenko 62,54 m                                                                                  | Nataliya Semenova 62,32 m                                                                                |
| Lancer du marteau | Betty Heidler 73,55 m                                                                              | Aksana Miankova 73,03 m                                                                                  | Manuela Montebrun 68,56 m                                                                                |
| Lancer du javelot | Christina Obergföll 70,20 m (AR, NR)                                                               | Oksana Gromova 60,15 m                                                                                   | Barbara Madejczyk 59,36 m                                                                                |
| Records et Performances - AR : Record continental (area record) - CR : Record des championnats (championship record) - MR : Record du meeting (meet record) - NR : Record national (national record) - OR : Record olympique (olympic record) - PR : Record paralympique (paralympic record) - PB : Record personnel (personal best) - SB : Meilleure performance personnelle de la saison (season's best) - WL : Meilleure performance mondiale de l'année (world leader) - WJR : Record du monde junior (world junior record) - WR : Record du monde (world record) Circonstances et Conditions - DNF : N'a pas terminé (did not finish) - DNS : N'a pas pris le départ (did not start) - DQ : Disqualification (disqualification) - NM : Aucun essai valable enregistré (No Mark) - Q : Qualifié « directement » au prochain tour (ou à la prochaine compétition), lors d'une compétition majeure, grâce au classement ou à la réalisation des minima (automatic qualifier) - q : Qualifié au prochain tour (ou à la prochaine compétition), lors d'une compétition majeure, grâce au repêchage ou à la réalisation de l'une des meilleures performances parmi celles des « non qualifiés directement » (grâce au meilleur temps ou à la meilleure distance par exemple) (secondary qualifier) | | | |

## Première division
La 1re division (First League), divisée en deux groupes, se dispute à Vaasa (Finlande) et à Milan les 23 et 24 juin 2007. L'Espagne et l'Italie se qualifient pour la Super Ligue en 2008 pour les hommes, pour les femmes ce sont l'Italie et le Royaume-Uni.

### Messieurs
| Place | Pays      | Points |
| ----- | --------- | ------ |
| 1     | Espagne   | 111    |
| 2     | Suède     | 107    |
| 3     | Pays-Bas  | 101,5  |
| 4     | Tchéquie  | 93,5   |
| 5     | Finlande  | 88,5   |
| 6     | Suisse    | 81     |
| 7     | Irlande   | 76     |
| 8     | Slovaquie | 59,5   |

| Place | Pays        | Points |
| ----- | ----------- | ------ |
| 1     | Italie      | 135    |
| 2     | Slovénie    | 105    |
| 3     | Portugal    | 102    |
| 4     | Roumanie    | 98     |
| 5     | Hongrie     | 89     |
| 6     | Biélorussie | 85     |
| 7     | Bulgarie    | 57     |
| 8     | Serbie      | 46     |

### Dames
| Place | Pays        | Points |
| ----- | ----------- | ------ |
| 1     | Royaume-Uni | 131    |
| 2     | Suède       | 110    |
| 3     | Tchéquie    | 102    |
| 4     | Finlande    | 98     |
| 5     | Pays-Bas    | 78     |
| 6     | Irlande     | 76     |
| 7     | Norvège     | 73     |
| 8     | Slovaquie   | 50     |

| Place | Pays     | Points |
| ----- | -------- | ------ |
| 1     | Italie   | 140    |
| 2     | Roumanie | 123    |
| 3     | Portugal | 97,5   |
| 4     | Bulgarie | 85     |
| 8     | Hongrie  | 84     |
| 6     | Serbie   | 63,5   |
| 7     | Chypre   | 60,5   |
| 8     | Slovénie | 59,5   |

## Seconde division
La 2e division (Second League), divisée en deux groupes, se dispute à Odense et à Zenica (Bosnie-Herzégovine) les 23 et 24 juin 2007.

### Messieurs
| Place | Pays     | Points |
| ----- | -------- | ------ |
| 1     | Autriche | 120,5  |
| 2     | Norvège  | 118    |
| 3     | Lettonie | 111    |
| 4     | Estonie  | 109,5  |
| 5     | Danemark | 104    |
| 6     | Lituanie | 72     |
| 7     | Islande  | 50     |
| 8     | Andorre  | 30     |

| Place | Pays               | Points |
| ----- | ------------------ | ------ |
| 1     | Turquie            | 232    |
| 2     | Croatie            | 226    |
| 3     | Chypre             | 209    |
| 4     | Israël             | 208    |
| 5     | Moldavie           | 196,5  |
| 6     | Bosnie-Herzégovine | 158,5  |
| 7     | Luxembourg         | 151    |
| 8     | Azerbaïdjan        | 142,5  |
| 9     | Géorgie            | 124,5  |
| 10    | Monténégro         | 115    |
| 11    | Arménie            | 106    |
| 12    | AASSE              | 72     |
| 13    | Albanie            | 66     |
| 14    | Macédoine du Nord  | 57     |

### Dames
| Place | Pays     | Points |
| ----- | -------- | ------ |
| 1     | Belgique | 124    |
| 2     | Lituanie | 117    |
| 3     | Lettonie | 109    |
| 4     | Autriche | 102    |
| 5     | Estonie  | 101    |
| 6     | Danemark | 83,5   |
| 7     | Islande  | 61,5   |
| 8     | Andorre  | 20     |

| Place | Pays               | Points |
| ----- | ------------------ | ------ |
| 1     | Turquie            | 254    |
| 2     | Croatie            | 246    |
| 3     | Suisse             | 243    |
| 4     | Moldavie           | 217    |
| 5     | Israël             | 180    |
| 6     | Bosnie-Herzégovine | 155,5  |
| 7     | Luxembourg         | 149    |
| 8     | Monténégro         | 118    |
| 9     | Azerbaïdjan        | 110,5  |
| 10    | Arménie            | 98     |
| 11    | Géorgie            | 90,5   |
| 12    | Albanie            | 78     |
| 13    | AASSE              | 55     |
| 14    | Macédoine du Nord  | 46,5   |